# Acanthocyclops orientalis
Acanthocyclops orientalis is een eenoogkreeftjessoort uit de familie van de Cyclopidae. De wetenschappelijke naam van de soort is voor het eerst geldig gepubliceerd in 1966 door Borutsky.